# Ferdinand von Ledebur
Friedrich Otto Ferdinand Freiherr von Ledebur (* 6. September 1848 in Seehausen; † 1. Dezember 1916) war ein preußischer Generalleutnant.

## Leben

### Herkunft
Ferdinand war ein Sohn des preußischen Oberstleutnants Ferdinand Freiherr von Ledebur (* 1797) und dessen Ehefrau Albertine, geborene von Ribbeck († 1852).

### Militärkarriere
Nach dem Besuch der Gymnasien in Zerbst und Berlin trat Ledebur am 25. Januar 1866 als Freiwilliger in das 5. Pommersche Infanterie-Regiment Nr. 42 der Preußischen Armee ein. Im gleichen Jahr nahm er während des Krieges gegen Österreich an den Schlachten bei Gitschin und Königgrätz teil. Ausgezeichnet mit dem Militärehrenzeichen II. Klasse avancierte Ledebur nach dem Friedensschluss Mitte Oktober 1866 zum Sekondeleutnant und wurde Ende des Monats in das Infanterie-Regiment Nr. 75 nach Stade versetzt. Für die Dauer der Mobilmachung anlässlich des Krieges gegen Frankreich war er 1870/71 zum I. Bataillon des Landwehr-Regiments Nr. 75 in Bremen kommandiert. Nach einer Verwendung beim Ersatz-Bataillon wurde Ledebur von Januar 1872 bis Mitte August 1873 zur Dienstleistung bei der Okkupationsarmee nach Frankreich zum Oldenburgischen Infanterie-Regiment Nr. 91 kommandiert. Als Premierleutnant folgte von Dezember 1875 bis September 1876 eine Kommandierung zur Dienstleistung beim Großherzoglich Mecklenburgischen Jäger-Bataillon Nr. 14 nach Schwerin. Mitte September 1881 zum überzähligen Hauptmann befördert, wurde Ledebur am 15. April 1882 zum Chef der 7. Kompanie in Harburg ernannt. Als Major folgte Ende März 1893 seine Versetzung zum Füsilier-Regiment „General-Feldmarschall Prinz Albrecht von Preußen“ (Hannoversches) Nr. 73. Vom 18. April 1893 bis zum 16. April 1897 war Ledebur Kommandeur des II. Bataillons und wurde anschließend unter Beförderung zum Oberstleutnant zum Stab des Niederrheinischen Füsilier-Regiments Nr. 39 nach Düsseldorf versetzt. Mit der Beförderung zum Oberst wurde er am 22. März 1900 zum Kommandeur des 4. Thüringischen Infanterie-Regiments Nr. 72 in Torgau ernannt.
Zum 9. Juli 1900 schied Ledebur aus dem Heer aus und trat zum Ostasiatischen Expeditionskorps über, um an der Niederschlagung des Boxeraufstandes in China teilnehmen zu können. Als Kommandeur des 3. Ostasiatischen Infanterie-Regiments führte er von Tientsin verschiedene Unternehmungen aus und nahm an Gefechten an der Großen Mauer, am Tschan-tschon-ling sowie bei Ling-ling-Kuan teil. Nach dem Ende der Kampfhandlungen wurde Ledebur am 6. Juni 1901 zum Kommandeur des 2. Ostasiatischen Infanterie-Regiments der Ostasiatischen Besatzungsbrigade ernannt und mit dem Roten Adlerorden III. Klasse mit Schleife und Schwertern ausgezeichnet. Bedingt durch die Reduzierung des Truppenkontingents schied er am 11. Februar 1903 aus der Besatzungsbrigade aus und wurde im Heer bei den Offizieren von der Armee mit zugewiesenen Wohnsitz in Berlin wieder angestellt. Mit Wirkung zum 1. April 1903 beauftragte man ihn dann zunächst mit der Führung der 50. Infanterie-Brigade (2. Großherzoglich Hessische) und ernannte Ledebur am 18. April 1903 unter Beförderung zum Generalmajor zum Brigadekommandeur in Mainz. In dieser Stellung erhielt Ledebur durch Kaiser Wilhelm II. den Roten Adlerorden II. Klasse mit Eichenlaub und Schwertern am Ringe sowie den Stern zum Kronenorden II. Klasse und Großherzog Ernst Ludwig verlieh ihm das Komturkreuz I. Klasse des Verdienstordens Philipps des Großmütigen. Unter Verleihung des Charakters als Generalleutnant wurde er am 20. März 1906 mit der gesetzlichen Pension zur Disposition gestellt.
Nach seiner Verabschiedung lebte er in Cunnersdorf bei Hirschberg.